# Kanton Mérignac-1
Mérignac-1 is een kanton van het Franse departement Gironde. Het kanton maakt deel uit van het arrondissement Bordeaux.

## Gemeenten
Het kanton omvatte tot 2014 uitsluitend een deel van de gemeente Mérignac.
Na de herindeling van de kantons bij decreet van 20 februari 2014, met uitwerking op 22 maart 2015 omvat het kanton volgende gemeenten:
- Le Haillan
- Mérignac (noordelijk deel)